# Biały Zdrój (powiat drawski)
Biały Zdrój (niem. Balster) – wieś sołecka w Polsce położona w województwie zachodniopomorskim, w powiecie drawskim, w gminie Kalisz Pomorski. W latach 1975–1998 miejscowość administracyjnie należała do województwa koszalińskiego. W roku 2007 wieś liczyła 308 mieszkańców.

## Geografia
Wieś leży ok. 5 km na południowy wschód od Kalisza Pomorskiego, nad jeziorem Wieliż, nad rzeką Stawicą, przy linii kolejowej nr 403, ok. 2,5 km na południe od linii kolejowej nr 410, ok. 3 km na południe od drogi krajowej nr 10.

## Historia
Wieś o średniowiecznej metryce. W 1337 roku zapisana z nazwą Walstieb, była opuszczona. Według rejestru z 1349 roku, wieś Balsti, nadal w całości o pow. 60 łanów była również opuszczona. Najprawdopodobniej była to osada Białych Serbów z V–VI wieku. Wielokrotnie w XIV i XV wieku niszczona. Od XIV wieku wieś we władaniu rodziny von Güntersberg do XVIII wieku. Patronat nad kościołem należał do Rady Miasta Kalisza. W 1939 roku mieszkało w tej miejscowości 398 osób.

## Zabytki
- kościół filialny z XVIII wieku pw. św. Izydora, rzymskokatolicki należący do parafii pw. Matki Bożej Królowej Polski w Kaliszu Pomorskim, dekanatu Mirosławiec, diecezji koszalińsko-kołobrzeskiej, metropolii szczecińsko-kamieńskiej. Elementy architektoniczne z kościoła znajdowały się przed 1945 rokiem w muzeum w Szczecinie. Dzwon z 1826 roku o średnicy 68 cm.

## Gospodarka
W Białym Zdroju działa Ochotnicza Straż Pożarna.

## Kultura i sport
Wieś wyposażona jest w ogólnodostępne boisko piłkarskie, boisko do gry w koszykówkę i siatkówkę, plac zabaw dla dzieci, jest tutaj również świetlica wiejska. 

## Komunikacja
W pobliżu wsi znajduje się czynny przystanek kolejowy linii kolejowej nr 403 "Biały Zdrój Południowy" oraz nieczynny przystanek kolejowy linii kolejowej nr 410 "Biały Zdrój Północny"